# IIFA Award/Bester Nebendarsteller
Die Gewinner des IIFA Best Supporting Actor waren:
| Jahr | Darsteller          | Film                         | Deutscher Titel                    |
| ---- | ------------------- | ---------------------------- | ---------------------------------- |
| 2000 | Anil Kapoor         | Taal                         | —                                  |
| 2001 | Amitabh Bachchan    | Mohabbatein                  | Denn meine Liebe ist unsterblich   |
| 2002 | Saif Ali Khan       | Dil Chahta Hai               | —                                  |
| 2003 | Mohanlal            | Company                      | Company – Das Gesetz der Macht     |
| 2004 | Saif Ali Khan       | Kal Ho Naa Ho                | Lebe und denke nicht an morgen     |
| 2005 | Abhishek Bachchan   | Yuva                         | Yuva                               |
| 2006 | Abhishek Bachchan   | Sarkar                       | Sarkar                             |
| 2007 | Arshad Warsi        | Lage Raho Munna Bhai         | —                                  |
| 2008 | Irrfan Khan         | Life in a… Metro             | Metro: Die Liebe kommt nie zu spät |
| 2009 | Arjun Rampal        | Rock On!!                    | —                                  |
| 2010 | Sharman Joshi       | 3 Idiots                     | 3 Idiots                           |
| 2011 | Arjun Rampal        | Raajneeti                    | —                                  |
| 2012 | Farhan Akhtar       | Zindagi Na Milegi Dobara     | Man lebt nur einmal                |
| 2013 | Annu Kapoor         | Vicky Donor                  | —                                  |
| 2014 | Aditya Roy Kapur    | Yeh Jawaani Hai Deewani      | Lass Dein Glück nicht ziehen       |
| 2015 | Riteish Deshmukh    | Ek Villain                   | —                                  |
| 2016 | Anil Kapoor         | Dil Dhadakne Do              | Dil Dhadakne Do – Ozean der Träume |
| 2017 | Anupam Kher         | M.S. Dhoni: The Untold Story | —                                  |
| 2018 | Nawazuddin Siddiqui | Mom                          | —                                  |
| 2019 | Vicky Kaushal       | Sanju                        | —                                  |